# Encentrum wiszniewskii
Encentrum wiszniewskii är en hjuldjursart som beskrevs av Wulfert 1939. Encentrum wiszniewskii ingår i släktet Encentrum och familjen Dicranophoridae. Inga underarter finns listade i Catalogue of Life.